# Acrolophus maculifer
Acrolophus maculifer är en fjärilsart som beskrevs av Walsingham 1887. Acrolophus maculifer ingår i släktet Acrolophus och familjen Acrolophidae. Inga underarter finns listade i Catalogue of Life.